# Millî Lig de 1961–62
A Millî Lig de 1961–62 foi a 4ª temporada do Campeonato Turco de Futebol. Foi disputada entre 26 de agosto de 1961 e 24 de junho de 1962. O Galatasaray sagrou-se campeão nacional pela 1ª vez em sua história após desbancar o Fenerbahçe, campeão da temporada anterior, encerrando o campeonato 4 pontos à frente na classificação geral.
O artilheiro do campeontato foi Fikri Elma, jogador do Ankara Demirspor, que anotou 22 gols em 38 jogos (média de 0,58 gol por partida).

## Resumo
Com a conquista do primeiro título nacional desde o início da era profissional do futebol turco, o Galatasaray classificou-se para disputar pela primeira vez em sua história a Taça dos Clubes Campeões Europeus de 1962–63. Fenerbahçe e Beşiktaş, 2º e 3º colocados do campeonato, por sua vez, classificaram-se para a Copa dos Balcãs de 1962–63. E o Altayspor, 4º colocado, classificou-se pela primeira vez para uma competição continental, tendo sido o primeiro clube a representar a Turquia na Taça das Cidades com Feiras de 1962–63.

### Polêmica
No início da temporada, a Federação Turca de Futebol decidiu que apenas um clube proveniente das ligas regionais amadoras do país iria se classificar para disputar a Millî Lig de 1962–63, afim de reduzir o número de clubes participantes na temporada seguinte de 20 para 18. No entanto, após os jogos da Repescagem, as cidades que contavam com clubes participantes do hexagonal final promoveram um boicote conjunto aos jogos, de modo a pressionar o então primeiro-ministro turco İsmet İnönü a determinar que a Federação Turca de Futebol garantisse a participação de tais clubes na temporada seguinte. Ao final, a TFF acabou cedendo às pressões, permitiu que cinco clubes - 3 já participantes da Millî Lig e 2 promovidos das ligas regionais amadoras - competissem na temporada 1962-63 e criou para a temporada seguinte um novo torneio nacional de clubes, a Segunda Divisão Turca, que se converteu em divisão de acesso à Millî Lig.

## Classificação Geral
Atualizado em 24 de junho de 1962
| Campeão Turco 1961–62   |
| ----------------------- |
| Galatasaray (1º título) |

## Resultados
| Mandante \ Visitante | ALT | ATO | AND | AGÜ | BJK | BYK | FNB | FER | GAL | GEN | GÖZ | İST | İZM | KAR | KSK | KAS | PTT | ŞKR | VEF | YEŞ |
| -------------------- | --- | --- | --- | --- | --- | --- | --- | --- | --- | --- | --- | --- | --- | --- | --- | --- | --- | --- | --- | --- |
| Altayspor            | —   | 1–1 | 1–0 | 1–1 | 0–1 | 2–1 | 3–1 | 1–1 | 0–0 | 2–0 | 2–1 | 1–1 | 1–0 | 1–0 | 1–0 | 1–0 | 1–1 | 3–0 | 3–0 | 1–0 |
| Altınordu            | 1–0 | —   | 5–2 | 1–1 | 1–0 | 1–0 | 2–1 | 2–0 | 1–5 | 0–3 | 2–0 | 2–1 | 1–1 | 0–0 | 3–3 | 1–0 | 2–1 | 4–2 | 3–0 | 1–1 |
| Ankara Demirspor     | 2–2 | 4–0 | —   | 0–3 | 1–3 | 4–2 | 1–3 | 1–1 | 1–2 | 1–2 | 2–2 | 1–1 | 1–1 | 0–1 | 0–1 | 1–0 | 2–0 | 1–1 | 1–0 | 2–2 |
| Ankaragücü           | 3–1 | 2–1 | 0–0 | —   | 0–2 | 0–1 | 0–1 | 0–0 | 0–2 | 1–2 | 1–2 | 0–0 | 4–1 | 1–1 | 4–0 | 1–1 | 2–0 | 5–0 | 3–2 | 3–1 |
| Beşiktaş             | 1–0 | 4–0 | 1–1 | 1–1 | —   | 1–0 | 1–0 | 1–0 | 1–1 | 0–0 | 2–1 | 1–1 | 4–0 | 2–2 | 0–1 | 1–0 | 0–0 | 2–0 | 2–0 | 1–1 |
| Beykoz               | 0–1 | 1–1 | 1–2 | 0–0 | 0–6 | —   | 0–0 | 0–0 | 0–3 | 0–3 | 2–2 | 3–1 | 3–2 | 0–0 | 4–0 | 2–2 | 3–3 | 2–2 | 0–0 | 2–1 |
| Fenerbahçe           | 0–0 | 3–0 | 3–1 | 3–0 | 0–2 | 2–1 | —   | 2–0 | 1–0 | 1–1 | 5–1 | 1–0 | 2–2 | 2–1 | 4–0 | 4–3 | 4–0 | 0–1 | 3–1 | 2–0 |
| Feriköy              | 1–0 | 1–1 | 1–0 | 0–2 | 2–2 | 0–0 | 0–2 | —   | 0–0 | 1–2 | 0–2 | 2–0 | 2–0 | 1–1 | 3–2 | 2–0 | 0–0 | 1–1 | 0–1 | 2–1 |
| Galatasaray          | 2–1 | 2–0 | 2–0 | 1–0 | 0–0 | 2–0 | 1–0 | 1–0 | —   | 4–1 | 0–2 | 1–0 | 1–0 | 0–0 | 1–2 | 2–1 | 2–0 | 2–0 | 1–0 | 0–0 |
| Gençlerbirliği       | 1–2 | 4–1 | 1–1 | 2–1 | 1–2 | 2–1 | 1–1 | 0–0 | 0–1 | —   | 0–1 | 0–1 | 1–0 | 2–0 | 3–1 | 1–2 | 2–0 | 1–1 | 4–1 | 3–1 |
| Göztepe              | 0–2 | 0–0 | 1–1 | 0–0 | 1–1 | 2–2 | 0–1 | 2–0 | 1–1 | 3–2 | —   | 0–0 | 0–1 | 0–0 | 2–0 | 1–3 | 2–1 | 2–0 | 1–1 | 5–2 |
| İstanbulspor         | 5–0 | 1–2 | 1–0 | 1–0 | 1–1 | 0–0 | 0–2 | 2–1 | 1–4 | 2–4 | 0–0 | —   | 1–2 | 0–0 | 1–0 | 1–1 | 2–1 | 1–1 | 1–0 | 2–3 |
| İzmirspor            | 0–0 | 0–0 | 1–0 | 3–1 | 0–0 | 1–1 | 1–2 | 1–0 | 1–1 | 0–1 | 1–2 | 0–0 | —   | 4–1 | 0–0 | 0–1 | 3–1 | 0–0 | 3–0 | 0–0 |
| Karagümrük           | 0–1 | 1–1 | 1–0 | 2–0 | 1–0 | 0–2 | 0–1 | 1–1 | 2–3 | 2–1 | 1–1 | 1–1 | 1–2 | —   | 0–1 | 3–2 | 1–2 | 0–1 | 3–0 | 1–0 |
| Karşıyaka            | 3–3 | 2–2 | 1–0 | 1–0 | 1–0 | 2–0 | 1–0 | 0–2 | 1–0 | 4–1 | 2–2 | 2–1 | 2–0 | 3–2 | —   | 1–2 | 2–1 | 1–1 | 2–1 | 2–0 |
| Kasımpaşa            | 2–0 | 1–0 | 1–0 | 2–2 | 0–0 | 1–1 | 2–3 | 0–2 | 0–0 | 2–2 | 1–1 | 1–0 | 3–0 | 4–3 | 1–1 | —   | 1–1 | 2–0 | 1–0 | 1–3 |
| PTT                  | 2–3 | 1–0 | 3–3 | 1–1 | 0–0 | 1–0 | 2–2 | 2–1 | 0–0 | 1–1 | 1–1 | 2–2 | 3–0 | 1–0 | 3–1 | 1–1 | —   | 2–1 | 2–0 | 2–0 |
| Şekerspor            | 1–2 | 1–3 | 1–2 | 1–2 | 1–0 | 0–1 | 0–2 | 1–1 | 0–1 | 2–1 | 0–1 | 0–0 | 0–0 | 0–1 | 2–0 | 0–2 | 1–2 | —   | 2–0 | 1–1 |
| Vefa                 | 1–0 | 2–1 | 0–2 | 1–0 | 3–0 | 1–2 | 1–0 | 2–1 | 1–1 | 1–1 | 3–1 | 1–1 | 0–0 | 2–1 | 0–0 | 0–0 | 1–0 | 1–0 | —   | 1–1 |
| Yeşildirek           | 1–0 | 1–1 | 0–1 | 0–0 | 2–2 | 1–5 | 0–0 | 0–1 | 0–2 | 2–0 | 2–1 | 1–2 | 3–1 | 2–3 | 1–0 | 0–0 | 2–1 | 3–1 | 1–0 | —   |

## Repescagem
| Pos. | Equipe           | P | J | V | E | D | GP | GC | SG  | Classificação             |
| ---- | ---------------- | - | - | - | - | - | -- | -- | --- | ------------------------- |
| 1    | Hacettepe        | 9 | 5 | 4 | 1 | 0 | 9  | 4  | 5   | Promovido à Millî Lig     |
| 2    | Ankara Demirspor | 8 | 5 | 3 | 2 | 0 | 14 | 4  | 10  | Permaneceram na Millî Lig |
| 3    | Şekerspor        | 5 | 5 | 2 | 1 | 2 | 5  | 5  | 0   | Permaneceram na Millî Lig |
| 4    | Vefa             | 4 | 5 | 1 | 2 | 2 | 5  | 2  | 3   | Permaneceram na Millî Lig |
| 5    | Beyoğluspor      | 4 | 5 | 1 | 2 | 2 | 2  | 7  | -5  | Promovido à Millî Lig     |
| 6    | İzmirspor        | 0 | 5 | 0 | 0 | 5 | 1  | 18 | -17 | Rebaixado à 2. Lig        |

## Artilheiros
Atualizado em 24 de junho de 1962
| Pos. | Nome                   | Clube            | Gols |
| ---- | ---------------------- | ---------------- | ---- |
| 1    | Fikri Elma             | Ankara Demirspor | 22   |
| 2    | Ertan Adatepe          | Ankaragücü       | 19   |
| 2    | Gürsel Aksel           | Göztepe          | 19   |
| 4    | Abdullah Ünal          | PTT              | 18   |
| 5    | Orhan Yüksel           | Gençlerbirliği   | 13   |
| 5    | Yılmaz Dinçer          | Altınordu        | 13   |
| 5    | Hayri Şener            | Ankaragücü       | 13   |
| 5    | Özkan Gürgün           | Gençlerbirliği   | 13   |
| 5    | Lefter Küçükandonyadis | Fenerbahçe       | 13   |
| 10   | Bahri Altıntabak       | Galatasaray      | 12   |